# La Mantovana
La Mantovana es una canción del siglo XVI compuesta por el tenor italiano Giuseppe Cenci, también conocido como Giuseppino del Biado (muerto en 1616), con el texto "Fuggi, fuggi, fuggi dal questo cielo". Su primera impresión está incluida en la colección de madrigales de Giuseppino del Biado, en 1600. La melodía, posteriormente conocida como el "Ballo di Mantova" o el "Aria di Mantova" alcanzó gran popularidad en Europa durante el Renacimiento, siendo registrada en Escocia como "My mistress is prettie", en Polonia como "Pod Krakowem" y en Ucrania como "Kateryna Kucheryava".

## Apariciones en otros temas musicales
Tema de La Mantovana en La menor
La Mantovana aparece en Il Scolaro de Gasparo Zanetti en 1645, como el Ballo di Mantua en Duo Tessuti con diversi Solfeggiamenti, Scherzi, Perfidie et Oblighi de Giuseppe Giamberti en 1657 y como An Italian Rant en el "Dancing Master" de John Playford en 1657. Una versión arreglada como madrigal llamada "Fuggi, fuggi, dolente cor" es la fuente del trío sonata en sol menor op. 22 Sonata Sopra Fuggi dolente core escrito por Biagio Marini en 1655. Camille Saint-Saëns cita la melodía en el tercer movimiento las Rhapsodies sur des cantiques bretons, Op. 7. La melodía también fue usada por el compositor checo Bedřich Smetana en El Moldava, perteneciente a su poema sinfónico Mi Patria. El inmigrante judío moldavo Samuel Cohen adaptó la versión rumana de la canción para la composición de la canción Hatikvah, posteriormente reconocida por Israel como su himno nacional.